# Good Boys (film)
Pour les articles homonymes, voir Good Boys.
Pour plus de détails, voir Fiche technique et Distribution.
Good Boys ou Bons Garçons au Québec est un film américain réalisé par Gene Stupnitsky et sorti en 2019.

## Synopsis
Max, 12 ans, est amoureux d'une fille qui ne le remarque même pas. Élève de 6e, il attend avec impatience une fête pour se rapprocher d'elle. Avec ses deux amis Thor et Lucas, il forme les Bean Bag Boys. Ils sont tous les trois invités à leur première soirée. Mais les trois compères paniquent à l'idée d'embrasser une fille. Comment faire ? Max décide alors d'utiliser le drone de son père, malgré l'interdiction formelle de ce dernier. Max s'en sert donc pour espionner sa voisine et son petit ami. Mais tout se complique quand le drone est détruit. Les trois amis vont alors sécher les cours et tenter pour le remplacer avant le retour du père de Max.

## Fiche technique
Sauf indication contraire, les informations mentionnées dans cette section peuvent être confirmées par la base de données cinématographiques IMDb,  présente dans la section « Liens externes ».
- Titre original et français : Good Boys
- Titre québécois : Bons Garçons
- Réalisation : Gene Stupnitsky
- Scénario : Gene Stupnitsky et Lee Eisenberg
- Direction artistique : Sean Goojha
- Décors : Jeremy Stanbridge
- Costumes :
- Photographie : Jonathan Furmanski
- Montage : Daniel Gabbe
- Musique : Lyle Workman
- Production : Lee Eisenberg, Evan Goldberg, Seth Rogen et James Weaver

Coproducteurs : Kyle Hunter, Alex McAtee et Ariel Shaffir
Producteurs délégués : Josh Fagen, Jonah Hill et Nathan Kahane
- Sociétés de production : Good Universe, Point Grey Pictures et Quantity Entertainment
- Sociétés de distribution : Universal Pictures (États-Unis), Universal Pictures International France (France)
- Budget : 20 millions de dollars[2]
- Pays d'origine :  États-Unis
- Langue originale : anglais
- Format : couleur
- Genre : comédie
- Durée : 89 minutes
- Dates de sortie[3] :
  - États-Unis : 11 mars 2019 (festival South by Southwest)
  - Belgique : 14 août 2019
  - États-Unis : 16 août 2019
  - France : 21 août 2019

## Distribution
- Jacob Tremblay (VFB : Jean Duprez ; VQ : Adam Moussamih) : Max
- Brady Noon (VFB : Achille Dubois ; VQ : Mathéo Savard-Piccinin) : Thor
- Keith L. Williams (VFB : Ethan Yzila Waku ; VQ : Frédéric Larose) : Lucas
- Will Forte (VFB : Simon Duprez) : le père de Max[4]
- Molly Gordon (VFB : Audrey d'Hulstère ; VQ : Émilie Bibeau) : Hannah
- Midori Francis (VFB : Mélissa Windal ; VQ : Kim Jalabert) : Lily
- Josh Caras (VFB : Grégory Praet ; VQ : Joakim Lamoureux) : Benji
- Christian Darrel Scott (VFB : Déborah Rouach) : Marcus
- Lil Rel Howery (VFB : Karim Barras) : le père de Lucas
- Sam Richardson : l'officier Sacks
- Retta (VFB : Bernadette Mouzon) : la mère de Lucas[5]
- Mariessa Portelance (VFB : Christel Pedrinelli)  : La mère de Max
- Millie Davis (VFB : Pauline Wielemans) : Brixlee
- Chance Hurtsfield (VFB : Robin Soysa) : Atticus
- Macie Juiles (VFB : Maya Dory) : Taylor
- Izaac Wang (VFB : Déborah Rouach) : Soren
- Lina Renna (VFB : Bérénice Loveniers) : Annabelle
- Benita Ha : la mère de Soren
- Michaela Watkins : la vendeuse
- Matt Ellis (VFB : Sébastien Hébrant) : Monsieur K
- Lee Eisenberg : Leigh Eisenberg
- Stephen Merchant : Claude

 Source et légende : version québécoise (VQ) sur Doublage.qc.ca

## Production
En août 2017, il est annoncé que la société de Seth Rogen (Point Grey Pictures) et Good Universe vont produire une comédie écrite par Lee Eisenberg et Gene Stupnitsky et réalisée par ce dernier (qui fait ses débuts de réalisateur). Seth Rogen produit le film aux côtés de Evan Goldberg, James Weaver, Nathan Kahane et Joe Drake. En mars 2018, Jacob Tremblay rejoint la distribution, alors qu'est révélé le titre du film, Good Boys. Universal Pictures acquiert alors les droits de distribution.
Le tournage a lieu à Vancouver. Il a également lieu à Abbotsford ainsi qu'à La Nouvelle-Orléans.

## Accueil

### Critique
Le film reçoit des critiques plutôt positives. Sur l'agrégateur américain Rotten Tomatoes, il récolte 80% d'opinions favorables pour 153 critiques et une note moyenne de 6,64⁄10. Sur Metacritic, il obtient une note moyenne de 60⁄100 pour 39 critiques.
En France, la critique est plus sévère, le site Allociné recense une moyenne des critiques presse de 2/5.
Pour Les Fiches du cinéma, « Jouant sur une opposition entre son excellente distribution aux visages angéliques et un humour très adulte et souvent graveleux, Good Boys réussit à faire rire le spectateur à plusieurs reprises. néanmoins, on regrettera l'absence flagrante de cinéma. ». Pour Télérama, Good Boys est « Plus cynique que sympathique. ».

### Box-office
| Pays ou région    | Box-office      | Date d'arrêt du box-office | Nombre de semaines |
| ----------------- | --------------- | -------------------------- | ------------------ |
| États-Unis Canada | 83 140 306 $    | 31 octobre 2019            | 11                 |
| France            | 123 548 entrées | 18 septembre 2019          | 4                  |
| Total mondial     | 110 940 306 $   | -                          | -                  |